# Нестор (Фомін)
Єпископ Нестор (у світі Микола Дмитрійович Фомін ; 31 серпня 1849, містечко Юрбург, Ковенська губернія - 19 серпня 1910 ) - єпископ Російської православної церкви, єпископ Новгород-Сіверський, вікарій Чернігівської єпархії.

## Біографія
Народився 31 серпня 1849 року в сім'ї генерал-майора Ковенської губернії.
В 1870 закінчив Імператорське училище правознавства, за першим розрядом і вступив на службу у відомство Міністерства Юстиції.
У 1881 році виготовлений за вислугу років у чин колезького радника.
1884 року перейшов до Варшавського Окружного Суду.
У 1887 році з благословення архієпископа Варшавського Леонтія (Лебединського) звільнився від служби судового відомства і вступив до Санкт-Петербурзької духовної академії.
16 вересня 1889 року пострижений у чернецтво і був висвячений на сан ієродиякона, а 2 лютого 1890 року — у сан ієромонаха.
У 1891 році закінчив академію зі ступенем кандидата богослов'я. Вступив до братії Олександро-Невської Лаври, але пробув там лише два місяці.
З 16 серпня 1891 - намісник Свято-Духова монастиря у Вільно.
25 травня 1892 року зведений у сан архімандрита.
З 28 квітня 1895 - настоятель Олександро-Невської церкви в місті По і Церква Покрови Богородиці і святого Олександра Невського в Біарріце.
15 квітня 1901 року в Нижньому Новгороді хіротонізований на єпископа Балахнінського, вікарія Нижегородської єпархії. Чин хіротонії звершували: архієпископ Казанський і Свіязький Арсеній (Брянцев), єпископ Нижегородський та Арзамаський Назарій (Кирилів), єпископ Муромський Платон (Грузов) та єпископ Вятський та Слобідський Олексій (Опоцький).
4 листопада 1903 року - єпископ Новгород-Сіверський, вікарій Чернігівської єпархії.
Помер 19 серпня 1910 року. Похований у правому боці Успенського храму Єлецького монастиря в ім'я Святого Апостола Якова.